# Epworth (Iowa)
Epworth ist eine Kleinstadt (mit dem Status „City“) im Dubuque County im Osten des US-amerikanischen Bundesstaates Iowa. Das U.S. Census Bureau hat bei der Volkszählung 2020 eine Einwohnerzahl von 2.023 ermittelt.

## Geografie
Epworth liegt auf 42°26′42″ nördlicher Breite und 90°55′55″ westlicher Länge und erstreckt sich über 6,05 km². Die Stadt liegt in der Taylor Township.
Epworth liegt im südwestlichen Zentrum des Dubuque County. Der Mississippi, der die Grenze zu Illinois und Wisconsin bildet, befindet sich rund 25 km östlich. Nachbarorte sind Bankston (9,8 km nördlich), Graf (10,2 km nordöstlich), Peosta (8,3 km östlich), Cascade (21 km südwestlich) und Farley (6,9 km westlich).
Die nächstgelegenen größeren Städte sind Dubuque an der Schnittstelle der Bundesstaaten Iowa, Illinois und Wisconsin (24,7 km ostnordöstlich), die Quad Cities (128 km südlich), Cedar Rapids (94,7 km südwestlich) und Waterloo (121 km westlich).

## Verkehr
Entlang des südlichen Stadtrandes von Epworth verläuft in West-Ost-Richtung der U.S. Highway 20, der von Waterloo nach Dubuque führt. Durch das Stadtzentrum führt der parallel dazu verlaufende alte Highway 20. Alle weiteren Straßen sind County Roads oder weiter untergeordnete innerstädtische Verbindungsstraßen.
Durch das Zentrum verläuft parallel zum alten Highway 20 eine Eisenbahnlinie der Canadian National Railway.
Der nächstgelegene Flughafen ist der 28,9 km südöstlich gelegene Dubuque Regional Airport.

## Demografische Daten
Nach der Volkszählung im Jahr 2010 lebten in Epworth 1860 Menschen in 643 Haushalten. Die Bevölkerungsdichte betrug 459,3 Einwohner pro Quadratkilometer. In den 643 Haushalten lebten statistisch je 2,71 Personen.
Ethnisch betrachtet setzte sich die Bevölkerung zusammen aus 93,9 Prozent Weißen, 0,8 Prozent Afroamerikanern, 4,8 Prozent Asiaten sowie 0,3 Prozent aus anderen ethnischen Gruppen; 0,2 Prozent stammten von zwei oder mehr Ethnien ab. Unabhängig von der ethnischen Zugehörigkeit waren 0,4 Prozent der Bevölkerung spanischer oder lateinamerikanischer Abstammung.
28,7 Prozent der Bevölkerung waren unter 18 Jahre alt, 61,6 Prozent waren zwischen 18 und 64 und 9,7 Prozent waren 65 Jahre oder älter. 48,5 Prozent der Bevölkerung war weiblich.

Das mittlere jährliche Einkommen eines Haushalts lag bei 58.988 USD. Das Pro-Kopf-Einkommen betrug 22.675 USD. 6 Prozent der Einwohner lebten unterhalb der Armutsgrenze.